# Abadia de Romsey
A Abadia de Romsey (em inglês: Romsey Abbey) é o nome dado atualmente a uma igreja paroquial da Igreja da Inglaterra em Romsey, uma cidade mercantil em Hampshire, na Inglaterra. Até a dissolução dos mosteiros foi a igreja de um convento beneditino. A igreja sobrevivente da época normanda é a característica marcante da cidade e agora é a maior igreja paroquial no condado de Hampshire desde que as mudanças nos limites do condado fizeram com que o maior priorado de Christchurch fosse agora incluído em Dorset.[carece de fontes?] O vigário atual é o reverendo Thomas Wharton, que assumiu o cargo em setembro de 2018.

## História monástica
A igreja foi construída originalmente durante o século X, como parte de uma fundação monástica de freiras beneditinas. Sua natureza imponente é ainda mais notável porque, como convento, a abadia teria sido menos dotada financeiramente do que outros mosteiros masculinos da época.[carece de fontes?]